# Nadthawat Supasit
Nadthawat Supasit (thailändisch ณัฐวัชต์ สุภาษิต; * 25. Januar 2001 in Ang Thong) ist ein thailändischer Fußballspieler.

## Karriere
Nadthawat Supasit erlernte das Fußballspielen in der Jugend vom Kasetsart FC in der Hauptstadt Bangkok. Seinen ersten Vertrag unterschrieb Ende Dezember 2021 beim Drittligisten Nakhon Ratchasima United FC. Der Verein aus Nakhon Ratchasima spielte in der North/Eastern Region der Liga. Hier stand er bis Saisonende 2021/22 unter Vertrag. Wo er von Mai 2022 bis Dezember 2022 gespielt hat, ist unbekannt. Im Januar 2023 nahm ihn sein ehemaliger Verein Nakhon Ratchasima United bis Saisonende unter Vertrag. In der Rückrunde kam er einmal zum Einsatz. Im August 2023 verpflichtete ihn der ebenfalls in der North/Eastern Region spielende Mahasarakham SBT FC. Am Ende der Saison 2023/24 wurde er mit dem Verein Vizemeister der Region und qualifizierte sich somit zu den Aufstiegsspielen zur zweiten Liga. Hier belegte man den dritten Platz und stieg in die zweite Liga auf. Nach dem Aufstieg verließ er den Verein und schloss sich im Juli 2024 dem Zweitligisten Samut Prakan City FC an. Sein Zweitligadebüt gab Supasit am 10. August 2024 (1. Spieltag) im Auswärtsspiel gegen den Mahasarakham SBT FC. Bei der 2:0-Niederlage stand er in der Startelf und spielte die kompletten 90 Minuten. Nach einem Ligaspiel wechselte er im Januar 2025 wieder in die dritte Liga. Hier schloss er sich dem ebenfalls in Samut Prakan beheimateten Samut Prakan FC an. Mit dem Verein spielt er in der Eastern Region der Liga.